# ARPANET
ARPANET (акроним на английски: Advanced Research Projects Agency Network, мрежа на Агенцията за напредничави изследователски проекти, DARPA) е първата в света функционираща компютърна мрежа от вида комутация на пакети по протокол TCP/IP, предшественик на интернет. Разработена е от DARPA, правителствена агенция към Министерство на отбраната на САЩ.
Комутацията на пакети е понастоящем основа за предаване на данни в глобалната мрежа. Преди това трансферът на данни е бил базиран на комутация на вериги, подобно на старите телефонни мрежи, където определена връзка е „резервирана“ според времетраенето на разговора, както и има само един приемател в другия край на връзката.

## История
Основната идея била да се изгради мрежа, съставена от малки компютри, наречени Interface Message Processors (IMPs), които функционират като gateway (днешните рутери), свързвайки локалните ресурси.

### Изграждане
В началото ARPANET била съставена от четири IMPs:
- Калифорнийски университет, Лос Анджелис, където Леонард Клейнрок е установил Център за мрежови измервания (Network Measurement Center);
- Augmentation Research Center към Станфордския Изследователски Институт (на английски: SRI International), където Дъглас Енгълбърт е създал системата NLS;
- Калифорнийски университет, Санта Барбара;
- Департамента по компютърни науки към Университета в Юта.

Първото съобщение по ARPANET е изпратено от Калифорнийски университет, Лос Анджелис на 29 октомври 1969 г.